# Ireen Wüst ijsbaan
De Ireen Wüst ijsbaan is een overdekte 400-meter ijsbaan in de  Nederlandse stad Tilburg. De ijsbaan is op 24 oktober 2009 geopend door naamgever Ireen Wüst en PvdA-wethouder Jan Hamming. IJsclub Tilburg, opgericht op 20 december 1963, heeft dan voor het eerst een eigen ijsbaan. De ijsbaan is terug te vinden op de Lijst van snelste ijsbanen van Nederland.
De ijsbaan heeft binnen de 400 meter-ovaal tevens een baan van 30 bij 60 meter waar ijshockey-trainingen gehouden kunnen worden. Het eerder gebouwde IJssportcentrum Tilburg is hier een onderdeel van.
De ijsbaan werd van 5 tot en met 10 september 2011 voorzien van een tijdelijke wielerbaan voor de Zesdaagse van Brabant.
De ijsbaan in Tilburg is daarnaast de thuisbasis van de Chileense nationale schaatsploeg, bestaande uit inline-skaters Claudio Sandoval en Viviana Rodriguez, die in Tilburg proberen op wereldbekerniveau te komen, daarbij gecoacht door Barend Princen.

## Belangrijke wedstrijden
- 2010-2011 - Holland Cup 2
- 2011 - Zesdaagse van Brabant (wielrennen)
- 2012 - NK Kunstrijden
- 2012 - NK Supersprint
- 2014 - NK Junioren
- 2022 - NK Kunstrijden
- 2023 - NK Kunstrijden

## Baanrecords
| Afstand         | Schaatser        | Land | Tijd     | Datum         |
| --------------- | ---------------- | ---- | -------- | ------------- |
| 100 m           | Dai Dai Ntab     | NED  | 09,73    | 01-02-2015    |
| 500 m           | Lennart Velema   | NED  | 35,79    | 09-02-2019    |
| 1000 m          | Lennart Velema   | NED  | 1.10,08  | 10-02-2019    |
| 1500 m          | Thomas Krol      | NED  | 1.50,26  | 11-02-2017    |
| 3000 m          | Patrick Roest    | NED  | 3.55,01  | 07-02-2014    |
| 5000 m          | Thomas Geerdinck | NED  | 6.43,20  | 10-02-2019    |
| 10.000 m        | Mark Ooijevaar   | NED  | 14.26,53 | 15-12-2019    |
| 2×500 m         | Kai Verbij       | NED  | 73,320   | 07/08-02-2014 |
| Minivierkamp    | Marcel Bosker    | NED  | 156,698  | 08/09-02-2014 |
| Kleine vierkamp | Patrick Roest    | NED  | 156,470  | 07/08-02-2014 |

| Afstand      | Schaatsster                         | Land | Tijd     | Datum         |
| ------------ | ----------------------------------- | ---- | -------- | ------------- |
| 100 m        | Thijsje Oenema Floor van den Brandt | NED  | 10,63    | 01-02-2015    |
| 500 m        | Thijsje Oenema                      | NED  | 38,89    | 01-02-2015    |
| 1000 m       | Elisa Dul                           | NED  | 1.18,81  | 10-02-2019    |
| 1500 m       | Reina Anema                         | NED  | 2.00,76  | 09-02-2019    |
| 3000 m       | Roza Blokker                        | NED  | 4.16,69  | 10-02-2019    |
| 5000 m       | Charlotte Bakker                    | NED  | 7.55,52  | 26-02-2012    |
| 10.000 m     | Viviana Rodriguez                   | CHI  | 17.09,65 | 12-03-2016    |
| 2×500 m      | Dione Voskamp                       | NED  | 82,550   | 08-02-2014    |
| Minivierkamp | Melissa Wijfje                      | NED  | 166,763  | 07/08-02-2014 |